# خریتش
خریتش (به چکی: Chříč) یک منطقهٔ مسکونی در جمهوری چک است که در ناحیه پلزن-شمالی واقع شده‌است. خریتش ۱۰٫۵۱ کیلومتر مربع مساحت و ۱۹۷ نفر جمعیت دارد و ۳۷۴ متر بالاتر از سطح دریا واقع شده‌است.